# Le Monde perdu (bande dessinée)
Pour les articles homonymes, voir Le Monde perdu.
Le Monde perdu est une adaptation en bande dessinée du roman Le Monde perdu d'Arthur Conan Doyle, dessinée par Fabrizio Faina et Mauro Salvatori sur un scénario de Christophe Bec. Ses trois volumes ont été publiés entre 2013 et 2017 par Soleil.

## Synopsis
Lors d'une expédition en Amérique du Sud, le Professeur Challenger et son fidèle compagnon Pablo rencontrent une tribu de cannibales qui ont recueilli un blanc gravement blessé qu'ils n'ont pas osé dévorer parce qu'il était albinos. Ce dernier, au moment de mourir, révèle à Challenger l'existence d'un monde perdu. Challenger recueille son livre de notes et quitte la tribu.
De retour en Angleterre, Challenger assiste à une conférence du professeur Summerlee à l'Institut de zoologie et provoque ce dernier lorsqu'il évoque le fait que les dinosaures ont disparu de la surface du globe depuis longtemps. 
Mis au défi, Summerlee accepte de se joindre à l'expédition que Challenger met sur pied pour découvrir le « monde perdu. »
Ils embarquent à Southampton à bord du Francisca en compagnie de l'aventurier Lord Roxton et du jeune journaliste Edward Malone.

## Albums
- Le Monde perdu, Soleil :

1. Tome 1, 2013  (ISBN 978-2-302-03055-8)[1].
2. Tome 2, 2015  (ISBN 978-2-302-04209-4)[2].
3. Tome 3, 2017  (ISBN 978-2-302-05778-4)[3].

### Documentation
- Charles-Louis Detournay, « "Le Monde perdu", une nouvelle et belle d’adaptation du grand classique de Conan Doyle », sur Actua BD, 26 mai 2020.